# Giardini-Naxos
Giardini-Naxos – miejscowość i gmina we Włoszech, w regionie Sycylia, w prowincji Mesyna.

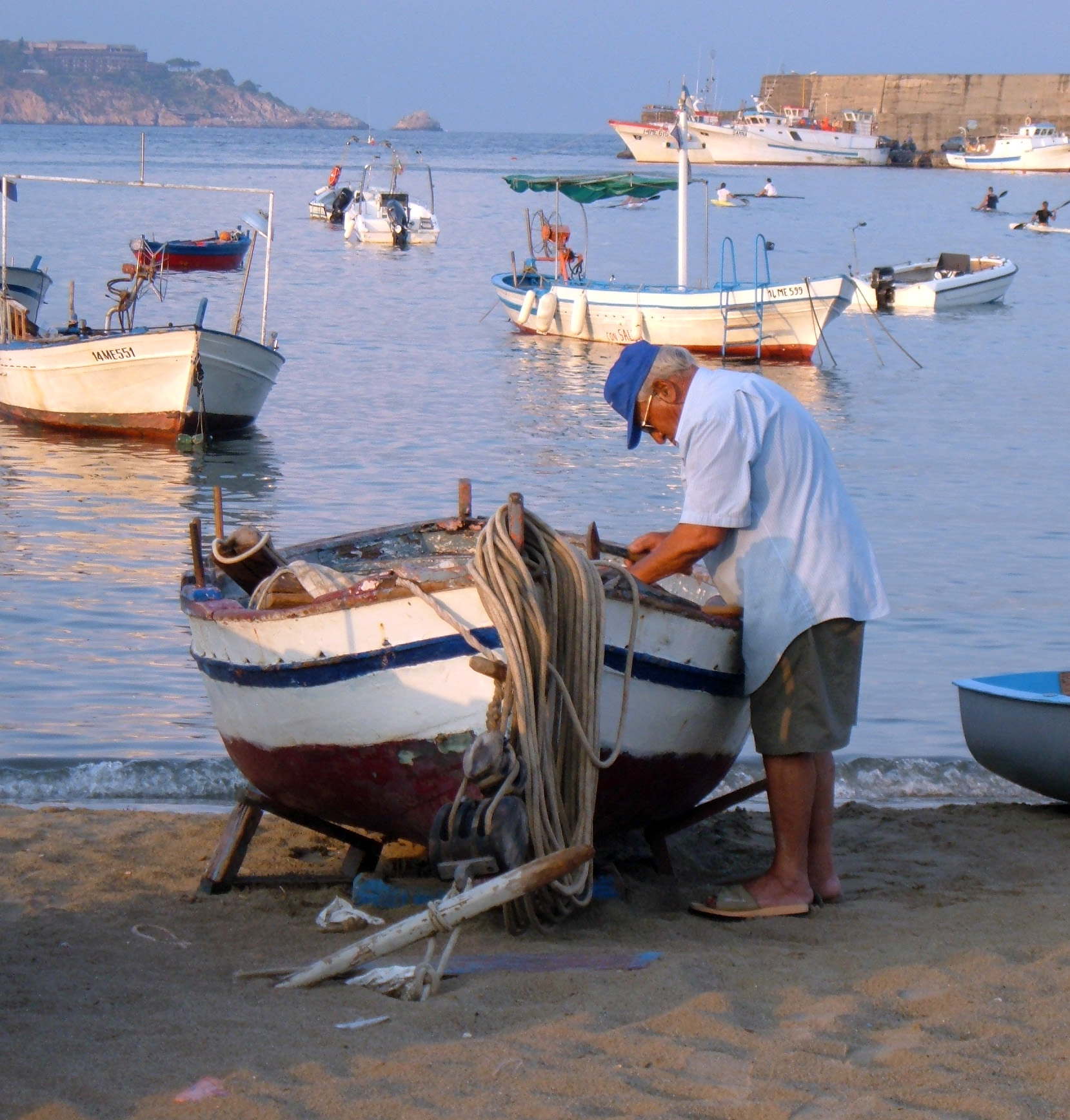
Marina

Według danych na rok 2004 gminę zamieszkiwało 8715 osób, 1743 os./km².